# Крістуру-Секуєск
Крістуру-Секуєск (рум. Cristuru Secuiesc) — місто у повіті Харгіта в Румунії. Адміністративно місту підпорядковані такі села (дані про населення за 2002 рік):
- Бетешть (698 осіб)
- Філіаш (1100 осіб)

Місто розташоване на відстані 222 км на північ від Бухареста, 60 км на захід від М'єркуря-Чука, 122 км на південний схід від Клуж-Напоки, 83 км на північний захід від Брашова.

## Населення
За даними перепису населення 2002 року у місті проживали 9672 особи.
Національний склад населення міста:
| Національність | Кількість осіб | Відсоток |
| -------------- | -------------- | -------- |
| угорці         | 9201           | 95,1%    |
| цигани         | 239            | 2,5%     |
| румуни         | 220            | 2,3%     |
| німці          | 12             | 0,1%     |

Рідною мовою назвали:
| Мова      | Кількість осіб | Відсоток |
| --------- | -------------- | -------- |
| угорська  | 9431           | 97,5%    |
| румунська | 233            | 2,4%     |
| німецька  | 8              | 0,1%     |

Склад населення міста за віросповіданням:
| Релігія                                       | Кількість осіб | Відсоток |
| --------------------------------------------- | -------------- | -------- |
| реформати                                     | 4452           | 46,0%    |
| унітарії                                      | 3481           | 36,0%    |
| римо-католики                                 | 1381           | 14,3%    |
| православні                                   | 226            | 2,3%     |
| не релігійні                                  | 13             | 0,1%     |
| лютерани (Синодально-пресвітеріанська церква) | 11             | 0,1%     |
| греко-католики                                | 7              | 0,1%     |
| адвентисти                                    | 4              | < 0,1%   |
| старообрядці                                  | 4              | < 0,1%   |
| баптисти                                      | 3              | < 0,1%   |
| п'ятдесятники                                 | 1              | < 0,1%   |
| мусульмани                                    | 1              | < 0,1%   |
| лютерани                                      | 1              | < 0,1%   |
| лютерани (Аугсбурзького сповідання)           | 1              | < 0,1%   |
| не вказали релігію                            | 60             | 0,6%     |

## Зовнішні посилання
- Дані про місто Крістуру-Секуєск на сайті Ghidul Primăriilor [Архівовано 5 вересня 2012 у Wayback Machine.]